# Qu Feifei
Qu Feifei (18 de maio de 1982) é uma futebolista chinesa que atua como defensora.

## Carreira
Qu Feifei integrou o elenco da Seleção Chinesa de Futebol Feminino, nas Olimpíadas de 2004. 